# Покуй (гміна)
Гміна Покуй (пол. Gmina Pokój) — сільська гміна у південно-західній Польщі. Належить до Намисловського повіту Опольського воєводства.
Станом на 31 грудня 2011 у гміні проживало 5442 особи.

## Площа
Згідно з даними за 2007 рік площа гміни становила 132.97 км², у тому числі:
- орні землі: 41.00%
- ліси: 49.00%

Таким чином, площа гміни становить 17.78% площі повіту.

## Населення
Станом на 31 грудня 2011:
| Опис     | Загалом | Загалом | Чоловіки | Чоловіки | Жінки | Жінки |
| -------- | ------- | ------- | -------- | -------- | ----- | ----- |
| одиниця  | осіб    | %       | осіб     | %        | осіб  | %     |
| все      | 5442    | 100     | 2666     | 48.99    | 2776  | 51.01 |
| міське   | 0       | 100     | 0        |          | 0     |       |
| сільське | 5442    | 100     | 2666     | 48.99    | 2776  | 51.01 |

## Сусідні гміни
Гміна Покуй межує з такими гмінами: Волчин, Добжень-Велькі, Домашовіце, Мурув, Попелюв, Сьверчув.